# Ochrilidia intermedia
Ochrilidia intermedia är en insektsart som först beskrevs av Bolívar, I. 1908.  Ochrilidia intermedia ingår i släktet Ochrilidia och familjen gräshoppor. Inga underarter finns listade i Catalogue of Life.